# ピリッポイ

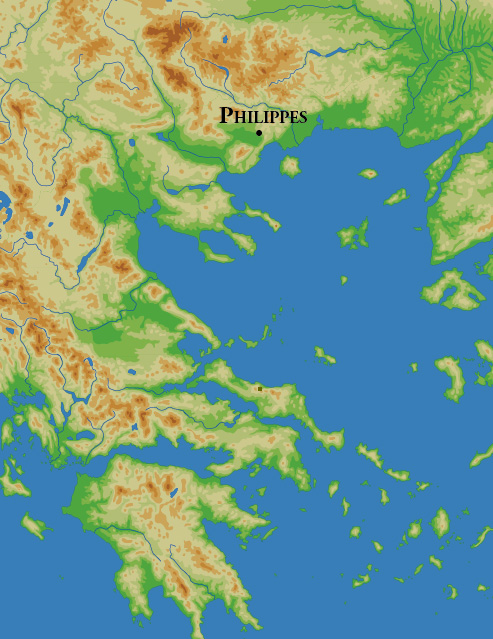
ピリッポイの場所

ピリッポイ（古代ギリシア語:  Φἱλιπποι/ Philippoi）は、東マケドニア（現ギリシア領）にあった古代都市。紀元前356年にピリッポス2世によって創建され、14世紀にオスマン帝国に征服された後、廃れた。現在の都市フィリッポイ（2011年にカヴァラと合併）は、この都市の遺構近くに位置している。日本語聖書の訳語慣行ではピリピ、フィリピとも。新約聖書の一書『フィリピの信徒への手紙』の宛先としても知られる。その都市遺跡と古戦場跡は2016年に世界遺産リストに加えられた。

## 創建
ピリッポイは古代マケドニア王ピリッポス2世によって、タソス人の植民都市クレニデス（泉の意）があった場所に創建された。エーゲ海の最北端に近いピリッポイは、オルベロス山（現在のレカニ山）の麓に位置し、カヴァラの12km北西にあり、現在の平野部の北端に位置する。この平野部は当時一面の沼地であって、この沼によってピリッポイは南のパンガイオン丘陵から隔てられていた。ピリッポス2世の意図は、この都市をもって、付近の金鉱の開発を促進し、また軍事防衛の拠点とすることにあった。ピリッポスは海岸沿いの二都市、アンピポリスとネアポリスを結ぶ街道を防衛する要地であった。のちにこの街道は古代ローマにより再興されて、エグナティア街道となる。ピリッポス2世以降、歴代の王は、ピリッポイに自治権を認めた。またピリッポス2世は、南の沼地を干拓させた。
紀元前167年アンティゴノス朝が滅び、ローマ領となったマケドニアは四つに分割された。ピリッポイはアンピポリスを首府とする東マケドニアに編入された。この時期の遺構はあまり残っていない。

## ローマ時代

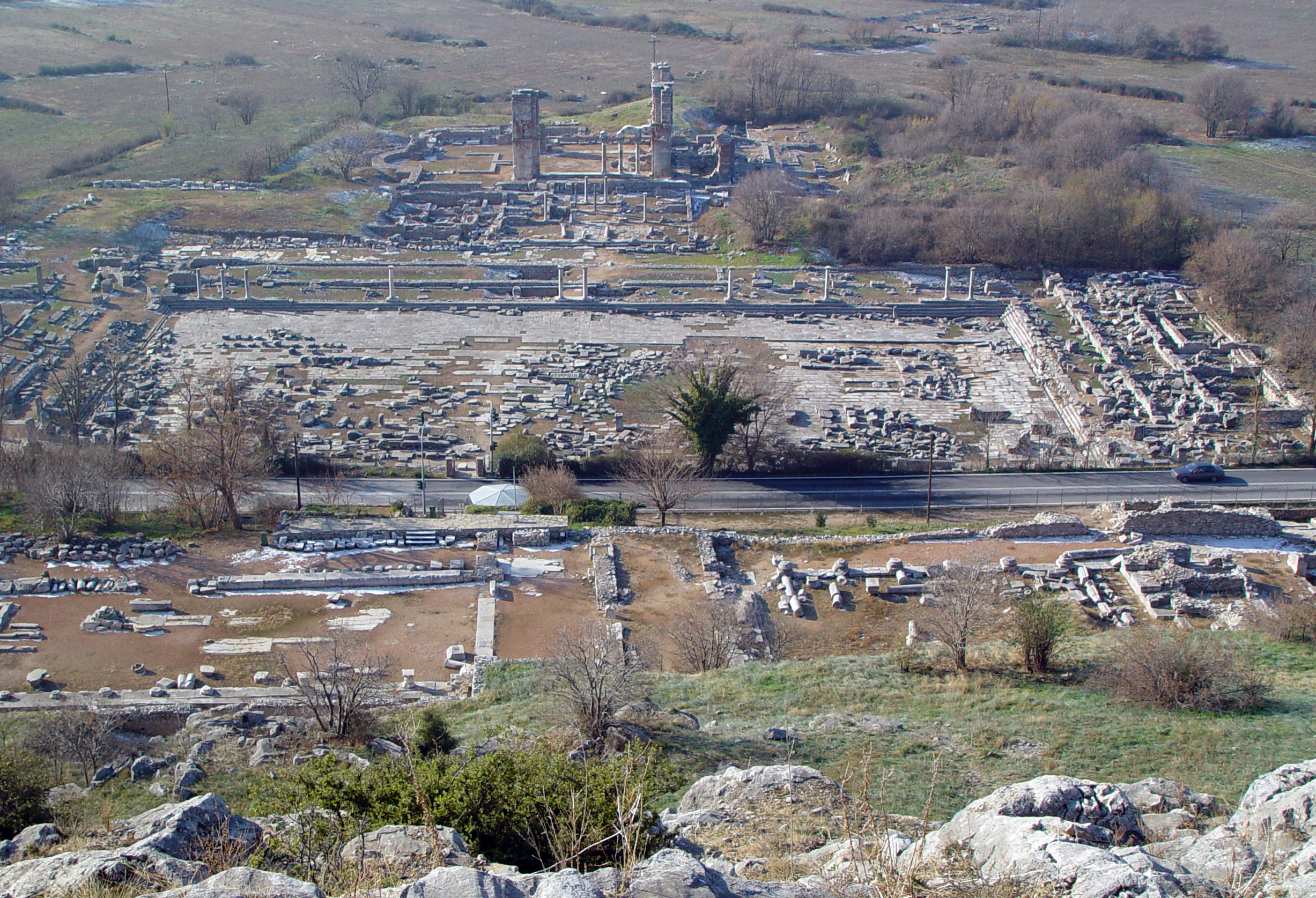
市中心部の遺構。前方からフォルム、市場、バシリカが並ぶ。

ローマの内乱時代の末期、ユリウス・カエサルの死後、オクタウィアヌスとマルクス・アントニウスは連合して、カエサルの暗殺者マルクス・ユニウス・ブルートゥスとガイウス・カッシウス・ロンギヌスをピリッポイの西に破った（フィリッピの戦い、紀元前42年）。戦後、勝者二人は何人かの退役兵をピリッポイに入植させ、戦勝を記念して市をコローニア・ウィクトリクス・ピリッペンシウム（フィリッペンシウム）（Colonia Victrix Philippensium）と改称した。紀元前30年にオクタウィアヌスはさらに市の再建を進め、イタリアから多くの退役兵をピリッポスに入植させた。市は彼の氏族名ユリアにちなんでコローニア・ユリア・ピリッピネンシス（フィリッピネンシス）（Colonia Iulia Philippensis）と改称され、さらに紀元前27年、オクタウィアヌスが元老院からアウグストゥスの称号を贈られた後、コローニア・アウグスタ・ユリア・ピリッピネンシス（フィリッピネンシス）（Colonia Augusta Iulia Philippensis）と改称された。
2回目の改名後、そしておそらく第一回目の改名の後にも、ピリッポイの土地は四角上に区画割りされた上で、入植者に分配された。ピリッポイにはマケドニア時代の市城が残り、市の設計は部分的にのみ変更された。以前からあったギリシア風のアゴラ（広場）の東側に、ローマ風のフォルム（広場）が追加された。ピリッポイはさながら小型のローマといった趣を呈した。ローマ法が適用され、ローマから直接任命された二人の軍人（duumviri）が市を治めた。
付近の金鉱山ゆえに、ピリッポイの経済上の重要性はエグナティア街道沿いで際立っていた。この頃の遺構からは、ピリッポイの富がしのばれる。比較的小規模な都市に、大きなモニュメントが数多く存在しており、主要な道路の両側に拡がるテラスからなるフォルムが、クラウディウス帝からアントニウス・ピウス帝の治世の間に、数次にわたって造営された。また古い円形劇場は拡張され、ローマ風の競技会が行われた。ラテン語の碑文が多く出土し、この時期の市の繁華が伺われる。
紀元後49年か50年頃、使徒パウロは幻に導かれてピリッポイを訪れた（『使徒行伝』16:9-10）。パウロには、シラス、テモテ、おそらくはルカであるとされる使徒行伝の筆者が同行しており、パウロはこの街でキリスト教伝道を行った。ピリッポイはパウロが初めて訪れたヨーロッパの都市であり (『使徒行伝』16:12-40) 、パウロは、市の西を流れる川で、紫布を商うリュディアという女性に洗礼を授けた。パウロが占いを行う少女から悪霊を追い出したことで、市では暴動が起き、パウロとシラスは逮捕され、鞭打たれて投獄された (『使徒行伝』16:16-24)。その晩、地震が起きて牢屋の扉が開いた。牢番はこれをみて囚人が逃げ出したものと思い自殺を図ったが、パウロはこれを止めた。牢番とその家族はキリストを信じた (『使徒行伝』16:25-40)。彼らは新約聖書が伝えるヨーロッパでの初めてのキリスト教改宗者である。また使徒行伝によれば、ピリッポイのユダヤ人コミュニティはささやかなものでシナゴーグは存在していなかった (『使徒行伝』16:13)。そのためにユダヤ人たちは、川辺に集まって礼拝を行っていた。
パウロはその後2回、56年と57年にピリッポイを訪れている。『フィリピの信徒への手紙』は61年から62年に書かれたと推測されており、パウロがピリッポイの信徒たちに直接影響を与えていたことが窺える。ピリッポイにおけるその後のキリスト教の展開は、スミュルナ主教ポリュカリポスがピリッポイの信徒に宛てた160年頃の書簡、およびいくつかの墓碑によって知られている。

## 初期キリスト教時代

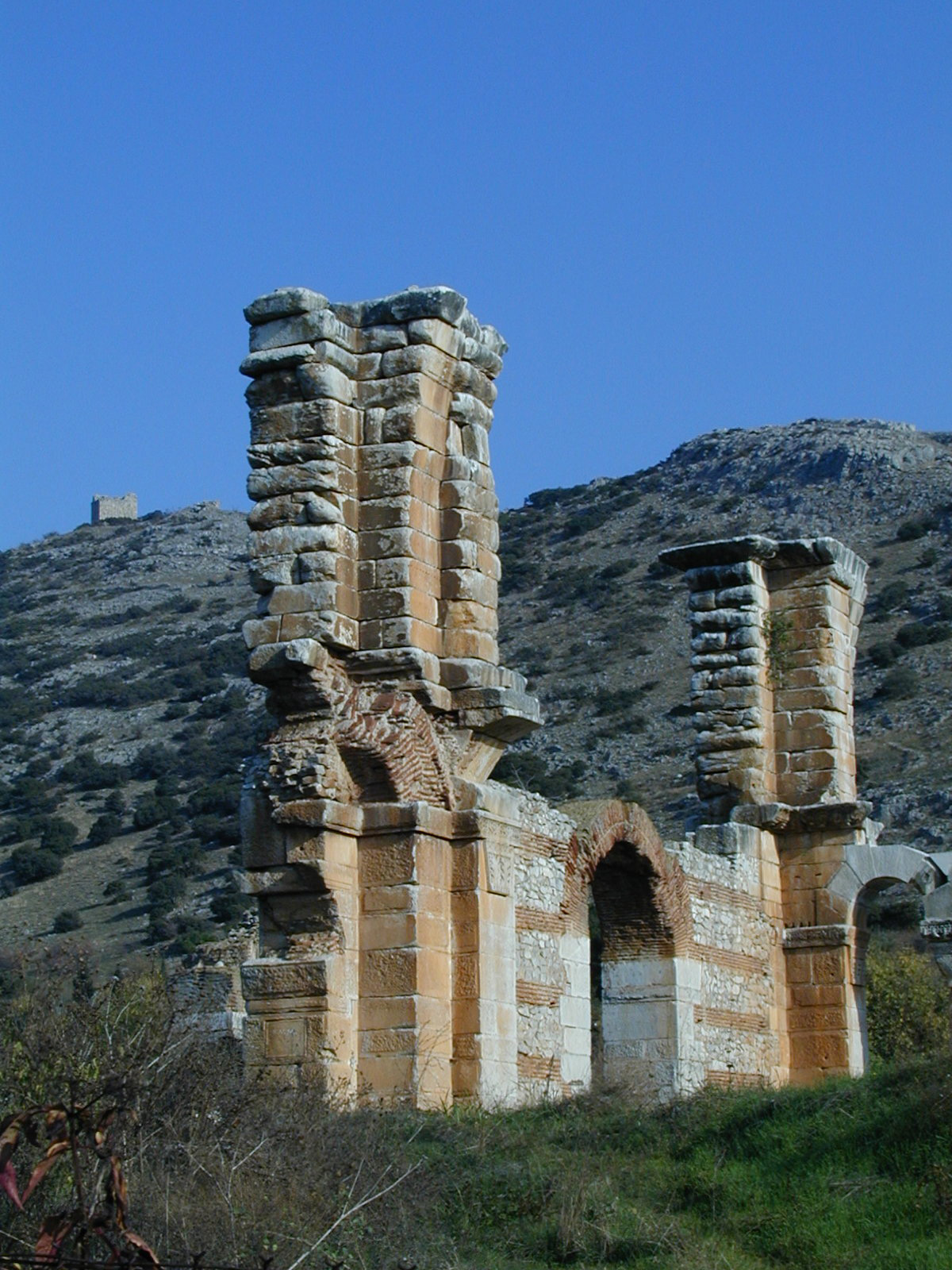
バシリカB、南西から。後ろにアクロポリスが見える。

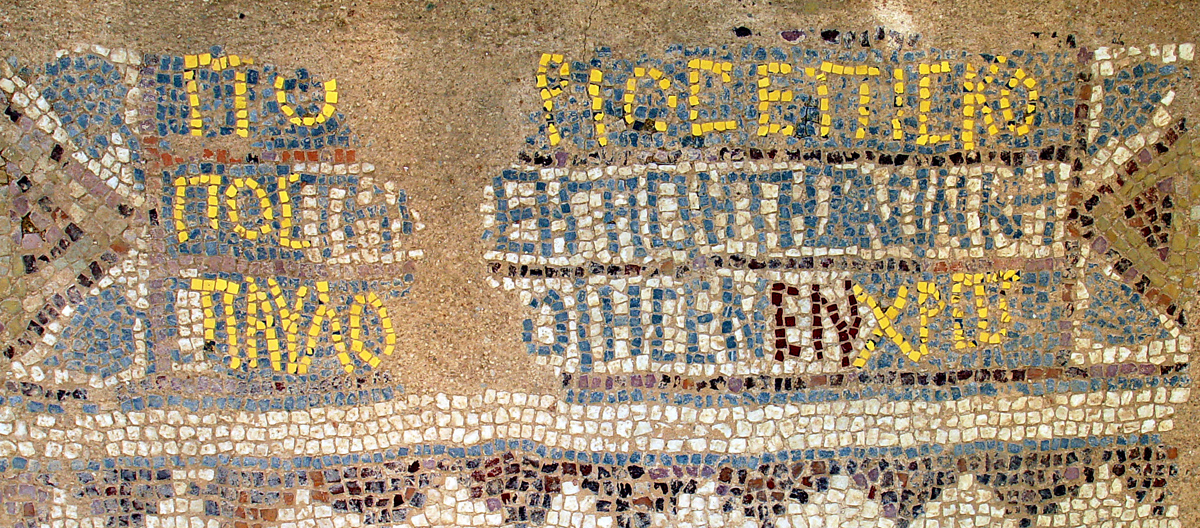
パウロ聖堂におけるポルピュリオス主教の碑文

ピリッポイで知られている最初の聖堂は、小さな建物で、元来は祈りのための小さな家であったと思われる。敷石のモザイク碑文から「パウロ聖堂（バシリカ）」と呼ばれるこの建物は、343年のセルディカ教会会議に出席した主教ポルピュリオスの書簡から、その頃に建てられたと推定される。
この土地においてパウロがキリスト教徒共同体を創建した証拠は、考古学上も文献上も存在しないが、ピリッポイは5世紀と6世紀にこの地方のキリスト教の中心となり、それはパウロの宣教に由来すると考えられた。他の都市と同様、ピリッポイには多くの新しい教会建築が建てられた。4世紀中ごろから6世紀にかけて、7つの異なる聖堂が建てられ、そのうちの幾つかは美しさと大きさにおいてテサロニケやコンスタンティノポリスの著名な聖堂に比肩するものとなった。パウロ聖堂のあった場所には、5世紀の終わりに大聖堂が建てられた。大聖堂は八角形で、コンスタンティノポリスの聖堂にも劣らなかった。
この時代に、バルカン人の脅威に備え、市の城塞が再建された。473年に、ピリッポイは東ゴート人に包囲された。市は陥落をまぬかれたが、周辺の村落が焼き討ちにあった。

## ビザンティンおよびオスマン時代

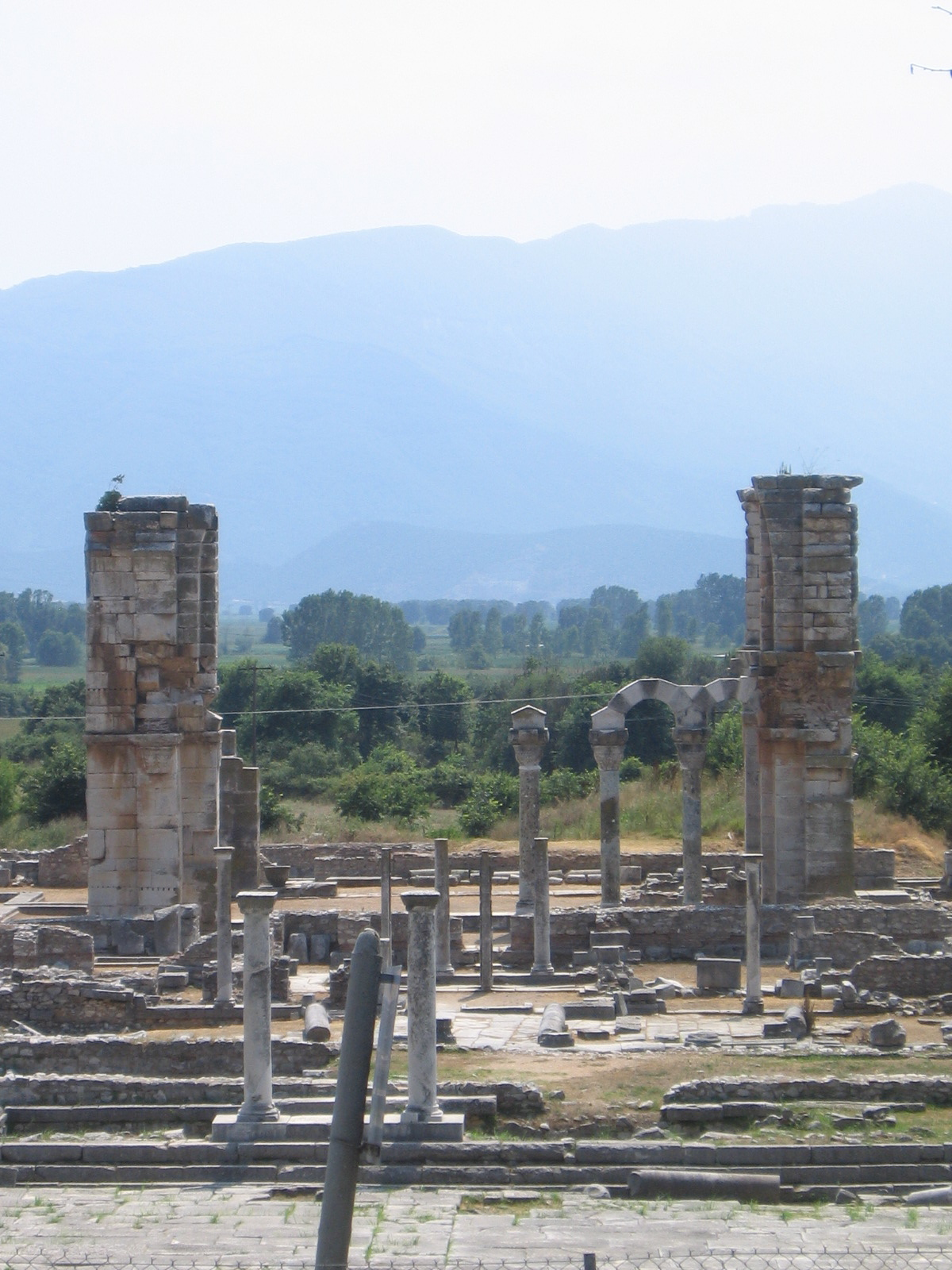
ピリッポイの遺跡（教会の跡）

6世紀の終わり、スラヴ人の侵略によりマケドニアの農業経営は崩壊し、またおそらくは547年の疫病大流行（en:Plague of Justinian）の影響もあって、ピリッポイはかなり弱体化していた。619年頃、地震によって都市は完全に破壊され、その打撃から二度と復興することはなかった。7世紀にもある程度の都市活動は行われていたが、その規模はもはや村落以上のものを出なかった。
東ローマ帝国はおそらくピリッポイに守備隊を駐屯させていたが、838年、ピリッポイはイズブル・ハーン率いるブルガール人によって占領された。バシリカB遺構の基部碑文（en:stylobate）には、この戦勝を記念する碑文が残っている。 戦略上重要な土地であるピリッポイを、東ローマ帝国は比較的早く850年頃には回復した。9世紀前半と同定される都市の官吏や他の帝国官僚の印章が出土し、ピリッポイに帝国軍が駐屯していたことを物語っている。
969年頃、皇帝ニケフォロス2世フォカスは、ピリッポイのアクロポリスと都市の一部を再び城塞化した。これによって次第にブルガール人の勢力は衰え、この地方における東ローマ帝国のプレゼンスは強化された。1077年、主教バシレイオス（ヴァシリオス）・カルトツィモプーロスは市の内部の防壁を部分的にではあるが再建した。市は再び繁栄に向かい、1150年頃にはアラブ人の地理学者イドリーシーの記録に商業とワイン製造の中心地として登場する。
1204年の第4回十字軍によるコンスタンティノポリス占領の後、ピリッポイは短期間フランク人によって占領され、そののちセルビア人に支配された。この時期においても、ピリッポイには古代のエグナティア街道における著名な要塞が残っていた。1354年、東ローマ帝国の帝位僭称者マタイオス・カンタクゼノスはこの地においてセルビア人に捕えられた。
ピリッポイがいつ頃放棄されたかは、はっきりしない。16世紀にフランス人の旅行者ピエール・ベロンが訪れたときには、そこには廃墟以外は残っておらず、トルコ人が石切り場に使っていた。都市の名は最初ほど近い平野にあるトルコ人の村 Philibedjik に残っていたが、この村は後に廃村となり、次に山中にあるギリシア人の村の名に用いられた。

## ピリッポイにおける発掘調査

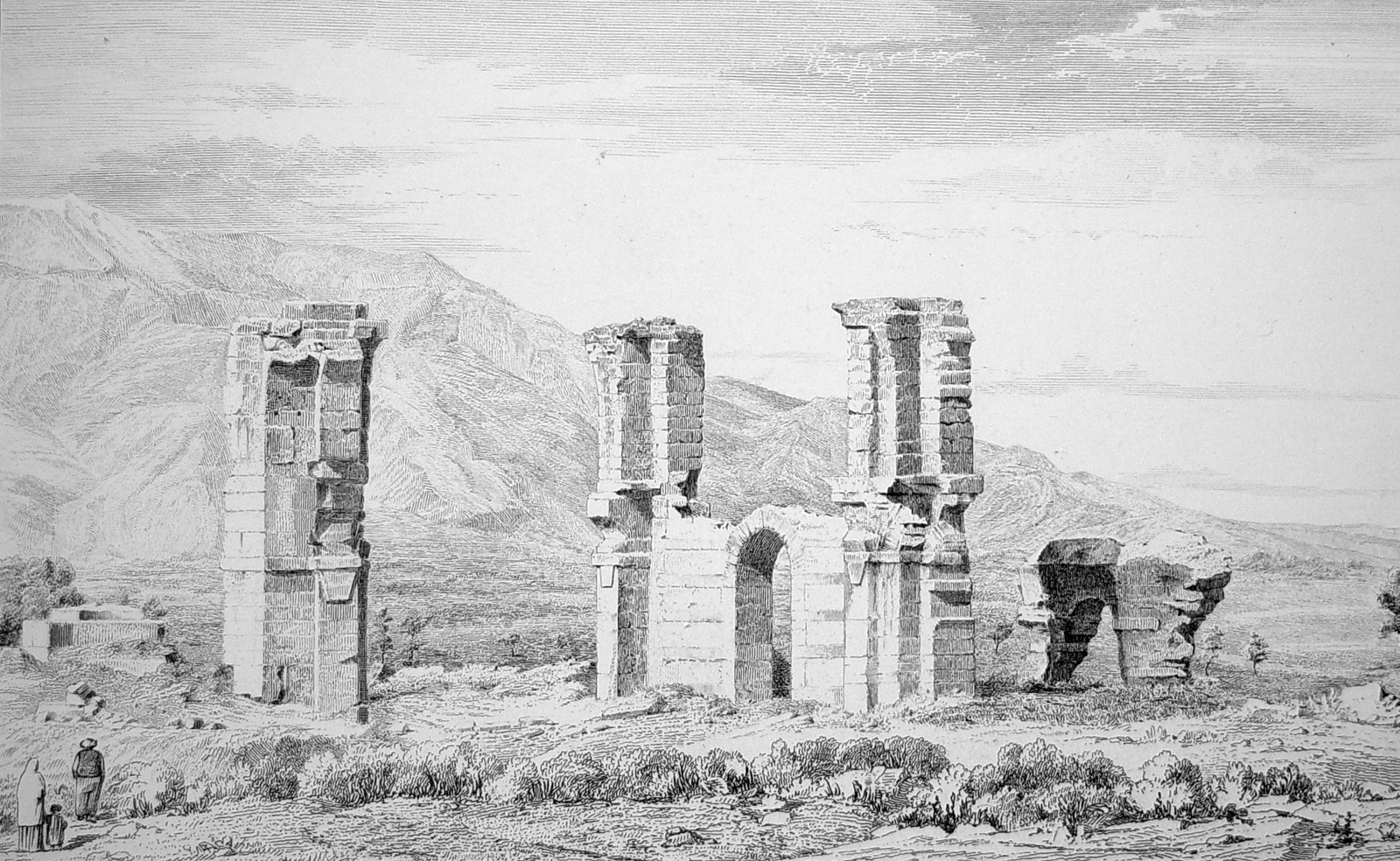
Direkler (バシリカB)遺構, H. Daumet によるスケッチ、1861年。

16世紀の旅行者たちによる簡単な言及がなされた後、この都市についての最初の考古学的記述は1856年にペローによってなされ、続いてウージーとドーム（L. Heuzey and H. Daumet）による『マケドニアの考古学調査』（Mission archéologique de Macédoine）が現れた。都市の発掘調査は1914年の夏に初めて行われ、すぐに第一次世界大戦によって中断された。フランスの高等教育機関であるエコル・フランセーズ・ダテーネ（en:École française d'Athènes）が行った発掘は、1920年に再開され、1937年まで行われた。この調査によって、ギリシア時代の円形劇場、フォルム、バシリカAおよびB、複数の公衆浴場、市壁が発掘された。第二次世界大戦後、発掘調査は再開され、1958年から1978年にかけて、考古学学会（Société Archéologique）、Service archéologique ついでテッサロニキ大学により、主教区画、八角形の聖堂、大規模な私邸、博物館に近い知られていなかった聖堂、市の東にある墓地のなかの二つの聖堂が発掘された。

## 世界遺産

### 登録基準
この世界遺産は世界遺産登録基準のうち、以下の条件を満たし、登録された（以下の基準は世界遺産センター公表の登録基準からの翻訳、引用である）。
- (3) 現存するまたは消滅した文化的伝統または文明の、唯一のまたは少なくとも稀な証拠。
- (4) 人類の歴史上重要な時代を例証する建築様式、建築物群、技術の集積または景観の優れた例。